# Pomadasys branickii
Pomadasys branickii är en fiskart som först beskrevs av Steindachner, 1879.  Pomadasys branickii ingår i släktet Pomadasys och familjen Haemulidae. IUCN kategoriserar arten globalt som livskraftig. Inga underarter finns listade i Catalogue of Life.